# Bolostromus
Genre
Synonymes
- Celidotopus Simon, 1889
- Phaenothele Simon, 1889
- Phaeoclita Simon, 1889

Bolostromus est un genre d'araignées mygalomorphes de la famille des Cyrtaucheniidae.

## Distribution
Les espèces de ce genre se rencontrent dans le Nord de l'Amérique du Sud, en Amérique centrale et aux Antilles.

## Paléontologie
Ce genre est connue depuis le Néogène.

## Liste des espèces
Selon World Spider Catalog (version 26, 16/04/2025) :
- Bolostromus albertinae García-Villafuerte, 2023
- Bolostromus busu Dupérré, 2023
- Bolostromus compi Osorio, Martínez-Hernández & Sherwood, 2024
- Bolostromus devriesi Dupérré, 2023
- Bolostromus epiphyticus Dupérré, 2023
- Bolostromus fauna (Simon, 1889)
- Bolostromus fonsecai Dupérré, 2023
- Bolostromus gaujoni (Simon, 1889)
- Bolostromus holguinensis Rudloff, 1996
- Bolostromus hubeni Dupérré, 2023
- Bolostromus insularis (Simon, 1892)
- Bolostromus italoi Dupérré, 2023
- Bolostromus laheredia Dupérré, 2023
- Bolostromus losrios Dupérré, 2023
- Bolostromus nischki Dupérré, 2023
- Bolostromus panamanus (Petrunkevitch, 1925)
- Bolostromus primus Dupérré, 2023
- Bolostromus pristirana Dupérré, 2023
- Bolostromus pulchripes (Simon, 1889)
- Bolostromus riveti Simon, 1903
- Bolostromus stridulator Dupérré, 2023
- Bolostromus urku Dupérré, 2023
- Bolostromus valdivia Dupérré, 2023
- Bolostromus venustus Ausserer, 1875

Selon World Spider Catalog (version 23.5, 2023) :
- † Bolostromus destructus Wunderlich, 1988

## Systématique et taxinomie
Ce genre a été décrit par Ausserer en 1875 dans les Theraphosidae. Il est placé dans les Cyrtaucheniidae par Raven en 1985.
Celidotopus et Phaenothele ont été placés en synonymie par Simon en 1903.
Phaeoclita a été placé en synonymie par Raven en 1985.

## Publication originale
- Ausserer, 1875 : « Zweiter Beitrag zur Kenntniss der Arachniden-Familie der Territelariae Thorell (Mygalidae Autor). » Verhandlungen der kaiserlich-königlichen zoologisch-botanischen Gesellschaft in Wien, vol. 25, p. 125-206 (texte intégral).